# Буревісник-ШВСМ
СВК «Буревісник»-ШВСМ" — спортивний волейбольний клуб з м. Чернігова, Україна. Заснований у 1988 році .

## Історія
Чоловіча команда «Буревісник» була реорганізована в 1988 році і базується на факультеті фізичного виховання Чернігівського національного педагогічного університету імені Т. Г. Шевченка.
У сезоні 1999/2000 команда завоювала «бронзу» першості України у вищій лізі. 
У сезоні 2009/10 посіла друге місце серед команд вищої ліги і вперше завоювала путівку в українську Суперлігу. 
У сезонах 2012/13, 2013/14 ставала четвертою в чемпіонаті України.
У Кубку України 2015 року «Буревісник-ШВСМ» дійшов до «Фіналу чотирьох», але зайняв четверте місце, програвши в півфіналі харківському «Локомотив», а в матчі за третє місце «Дніпру» з Дніпра.
У лютому 2017 року головний тренер Микола Благодарний заявив, що з через фінансове становище команда може не дограти сезон У підсумку в регулярному чемпіонаті «Буревісник» зайняв 5-те місце, однак у турнірі за 5-8 місця перед останнім туром займав передостаннє місце і ризикував потрапити в зону перехідних матчів. Лише в домашньому чернігівському турі «Буревісник» зумів здобути 3 перемоги поспіль (всі з рахунком 3-2) і фінішувати на 6-му місці в чемпіонаті.
Влітку 2017 року Миколу Благодарного на посаді головного тренера чернігівців замінив Володимир Борисенко, який паралельно продовжив виконувати обов'язки і капітана команди. Колектив покинули відразу кілька досвідчених гравців: Ігор Булах, Станіслав Азаров, Богдан Татаренко, Андрій Чмірьов, Максим Ніколайчук та Денис Данилов. За словами головного тренера, завдання, яке було поставлене перед командою у сезоні — збереження прописки в Суперлізі.
У грудні 2017 року ЗМІ повідомляли про те, що «Буревісник» очолив як головний тренер Роман Носко, проте ця інформація не знайшла підтвердження.
У сезоні 2019-2020 команда потрапила до півфіналу Кубка України. 
У сезоні 2020–2021 команда 6-й сезон поспіль виступає у Суперлізі України.
У 2022 році через російське вторгнення існування ВК «Буревісник-ШВСМ» Чернігів опинилося під загрозою. Федерація волейболу України вирішила достроково завершити чемпіонат серед чоловічих та жіночих команд. Представник Суперліги чернігівський «Буревісник-ШВСМ» завершив сезон на останній восьмій сходинці турнірної таблиці.

## Склад

### Гравці
Сезон 2024/2025 
| №  | Ім'я, прізвище         | Дата народження | Позиція               |
| -- | ---------------------- | --------------- | --------------------- |
| 1  | Олексій Півень         | 04.05.2004      | Ліберо                |
| 2  | Павло Голінко          | 30.07.2000      | Догравальник          |
| 3  | Антон Кузьменко        | 25.08.2006      | Ліберо                |
| 4  | Максим Николайчук      | 25.08.1986      | Центральний блокуючий |
| 5  | Ярослав Богуш          | 24.03.2004      | Догравальник          |
| 6  | Олександр Кривий       | 10.05.2006      | Зв'язуючий            |
| 7  | Артем Горошко          | 05.04.2002      | Центральний блокуючий |
| 8  | Денис Самсонов         | 24.05.2005      | Зв'язуючий            |
| 9  | Артем Ситник           | 11.09.2001      | Зв'язуючий            |
| 10 | Денис Копич            | 16.06.1991      | Зв'язуючий            |
| 11 | Віктор Цирулік         | 02.03.2002      | Центральний блокуючий |
| 12 | Ярослав Ремез          | 24.02.2006      | Ліберо                |
| 13 | Дмитро Мозговий        | 20.09.2001      | Догравальник          |
| 14 | Володимир Шиманський   | 22.12.2004      | Центральний блокуючий |
| 15 | Микита Кушнірюк        | 03.05.2002      | Центральний блокуючий |
| 16 | Артем Алєксєєнко       | 27.12.2002      | Догравальник          |
| 17 | Олександр Березівський | 10.03.2004      | Догравальник          |
| 18 | Олексій Півень         | 04.05.2004      | Ліберо                |
| 19 | Владислав Грищенко     | 18.09.2002      | Центральний блокуючий |
| 21 | Роман Кантур           | 22.01.2002      | Ліберо                |
| 22 | Олександр Соловей      | 25.05.2001      | Ліберо                |
| 23 | Ярослав Савків         | 26.03.1999      | Догравальник          |
| 25 | Владислав Нагорний     | 19.07.2003      | Догравальник          |
| 27 | Ярослав Ганжа          | 01.03.2001      | Догравальник          |
| 28 | Кіріл Бунак            | 14.12.2000      | Догравальник          |
| 33 | Євгеній Васильєв       | 21.03.2001      | Діагональний          |
| 99 | Денис Карпенко         | 20.02.2001      | Центральний блокуючий |

## Усі сезони
| Сезон    | Ліга       | Місце | Кубок          | Суперкубок | Єврокубки |
| -------- | ---------- | ----- | -------------- | ---------- | --------- |
| 1992/93  | Суперліга  | 11    | Півфінал       |            |           |
| 2005/06  | Вища ліга  | 9     |                |            |           |
| 2005/06  | Вища ліга  | 9     |                |            |           |
| 2006/07  | Вища ліга  | 7     |                |            |           |
| 2008/09  | Перша ліга | 5     |                |            |           |
| 2009/10  | Вища ліга  | 2     |                |            |           |
| 20010/11 | Суперліга  | 7     |                |            |           |
| 2011/12  | Суперліга  | 8     |                |            |           |
| 2012/13  | Суперліга  | 4     | Чвертьфінал    |            |           |
| 2013/14  | Суперліга  | 5     |                |            |           |
| 2014/15  | Суперліга  | 6     | Чвертьфінал    |            |           |
| 2015/16  | Суперліга  | 7     | Півфіналі      |            |           |
| 2016/17  | Суперліга  | 5     | Чвертьфінал    |            |           |
| 2017/18  | Суперліга  | 7     | Чвертьфінал    |            |           |
| 2018/19  | Суперліга  | 7     |                |            |           |
| 2019/20  | Суперліга  | 4     |                |            |           |
| 2020/21  | Суперліга  | 8     | Чвертьфінал    |            |           |
| 2021/22  | Суперліга  | 8     |                |            |           |
| 2022/23  | Вища ліга  | 2     |                |            |           |
| 2023/24  | Суперліга  | 8     | Основний раунд |            |           |

## Досягнення
Чемпіонат України
- Срібний призер Вищої Ліги України (2): 2009/2010,2022/2023.

Кубок України
- Півфіналіст Кубка України: 1992/1993, 2015/2016.

## Люди

### Тренер
- Володимир Жула (2004-2007)
- Миколи Благодарного (2007-2017)
- Володимир Борисенко (2017-2018)[9].
- Роман Носко (2018-)[10].

### Гравці
- Богдан Татаренко
- Дмитро Сухінін
- Дмитро Шаповал
- Артем Смоляр

### Легіонери
- Кирил Піун